# Exbucklandia populnea
Espèce
Synonymes
- Aeschynanthus esquirolii H. Lév.[2]
- Aeschynanthus esquirolii H.Lév.[1]
- Bucklandia populifolia Hook.f. & Thomson[2] [1]
- Bucklandia populnea R. Br. ex Griff.[2] [3]
- Bucklandia tricuspis (Miq.) Hallier f.[2] [1]
- Liquidambar tricuspis Miq.[1]
- Symingtonia populnea (R. Br. ex Griff.) Steenis[2] [1] [3]

Exbucklandia populnea est une espèce de plantes de la famille des Hamamelidaceae.

## Description
C'est un arbre d'Asie tropicale qui mesure de 15 à 20 m de haut. Il fleurit au mois de septembre et produit des fruits en octobre. On le trouve à des altitudes de 1800 m et plus.

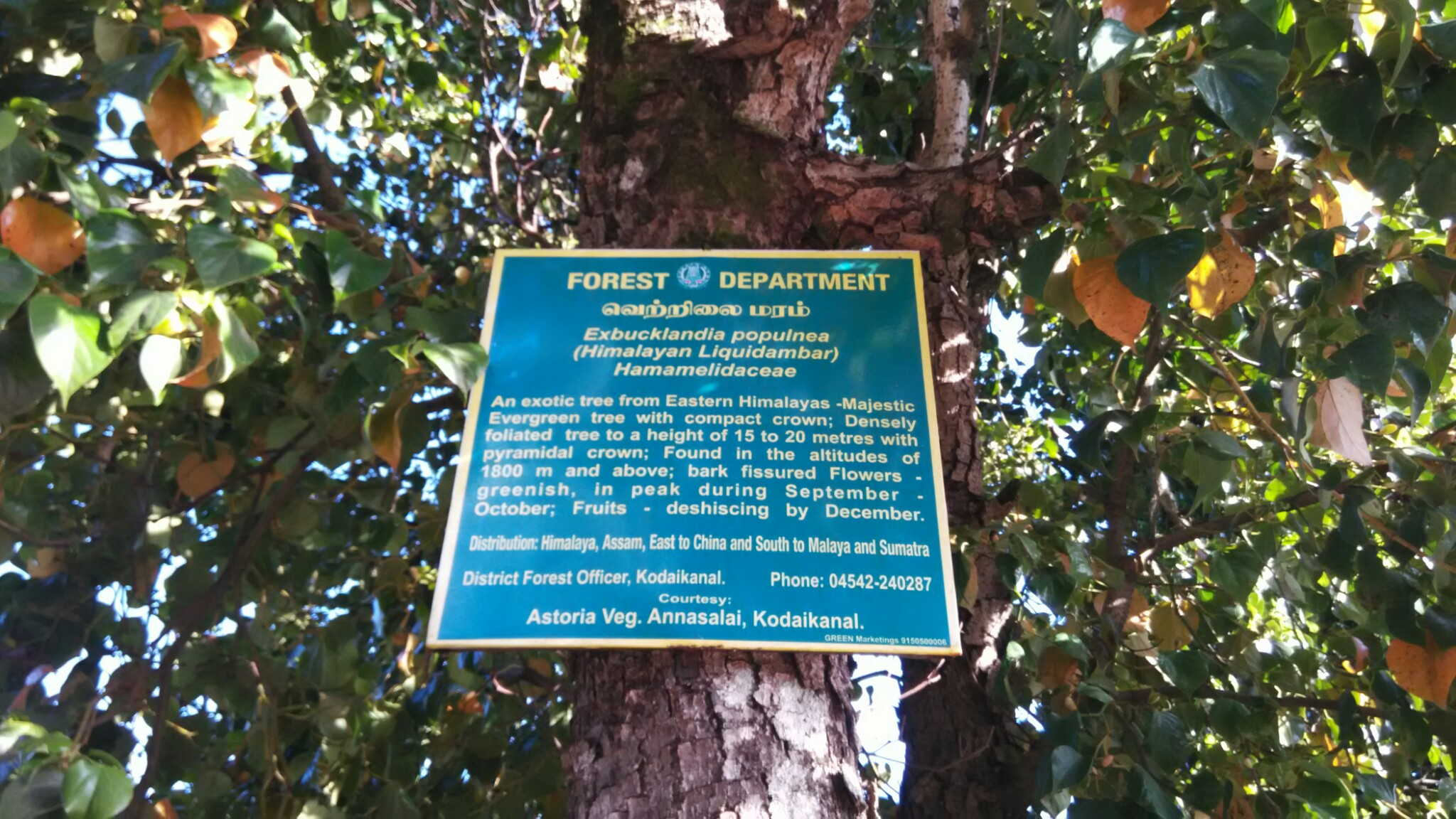
Panneau descriptif en anglais

## Répartition
Cette espèce est présente en Inde (Assam...), dans l'Himalaya au Bhoutan et au Népal, dans l'Est de la Chine ainsi qu'en Asie du Sud-Est en Birmanie, en Thaïlande, au Viêt Nam, en Malaisie et dans l'île de Sumatra en Indonésie.

## Galerie de photographies

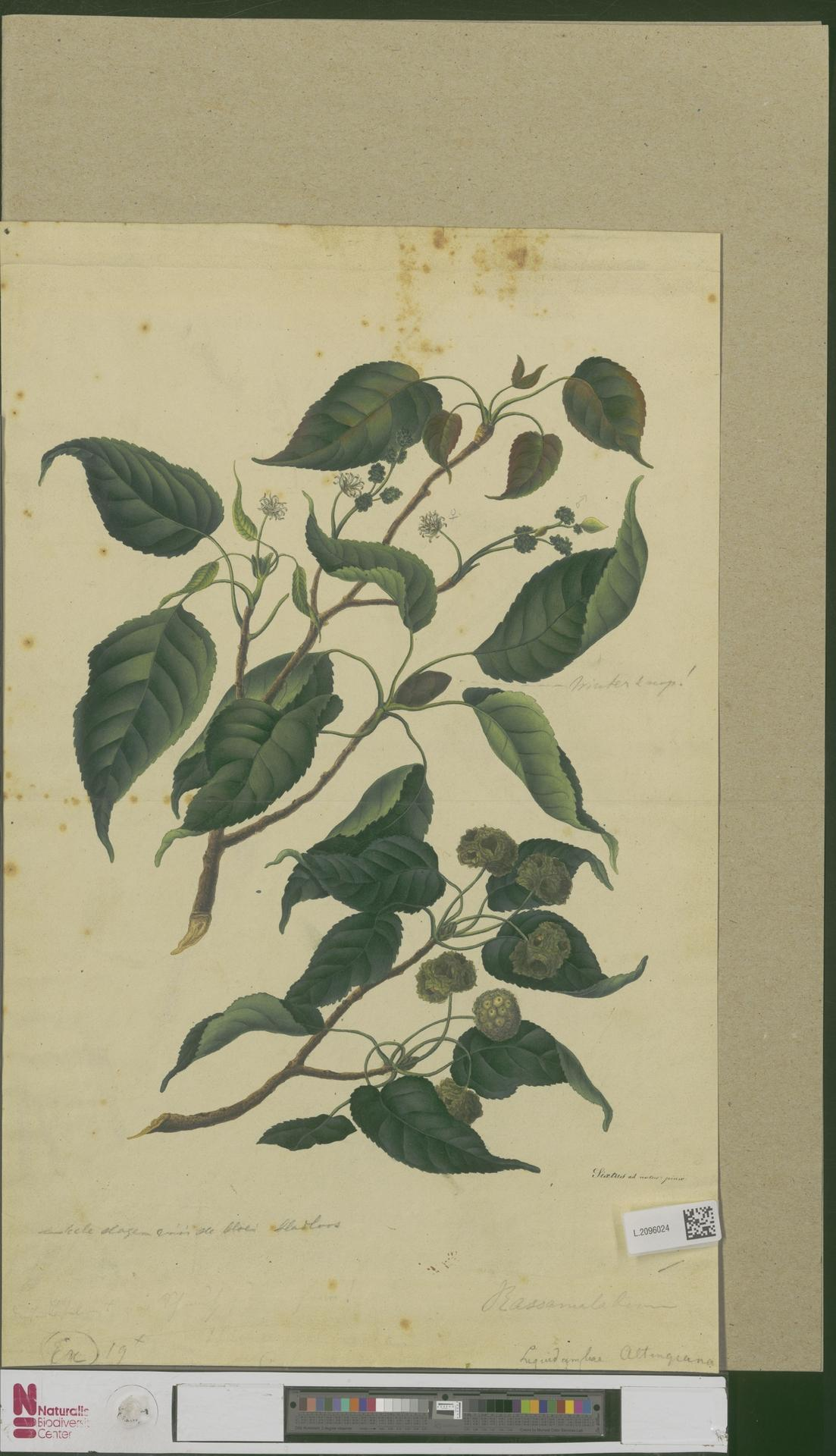
Aquarelle de Ernst Philipp Sixtus, Centre de biodiversité Naturalis, Leyde, Pays-bas
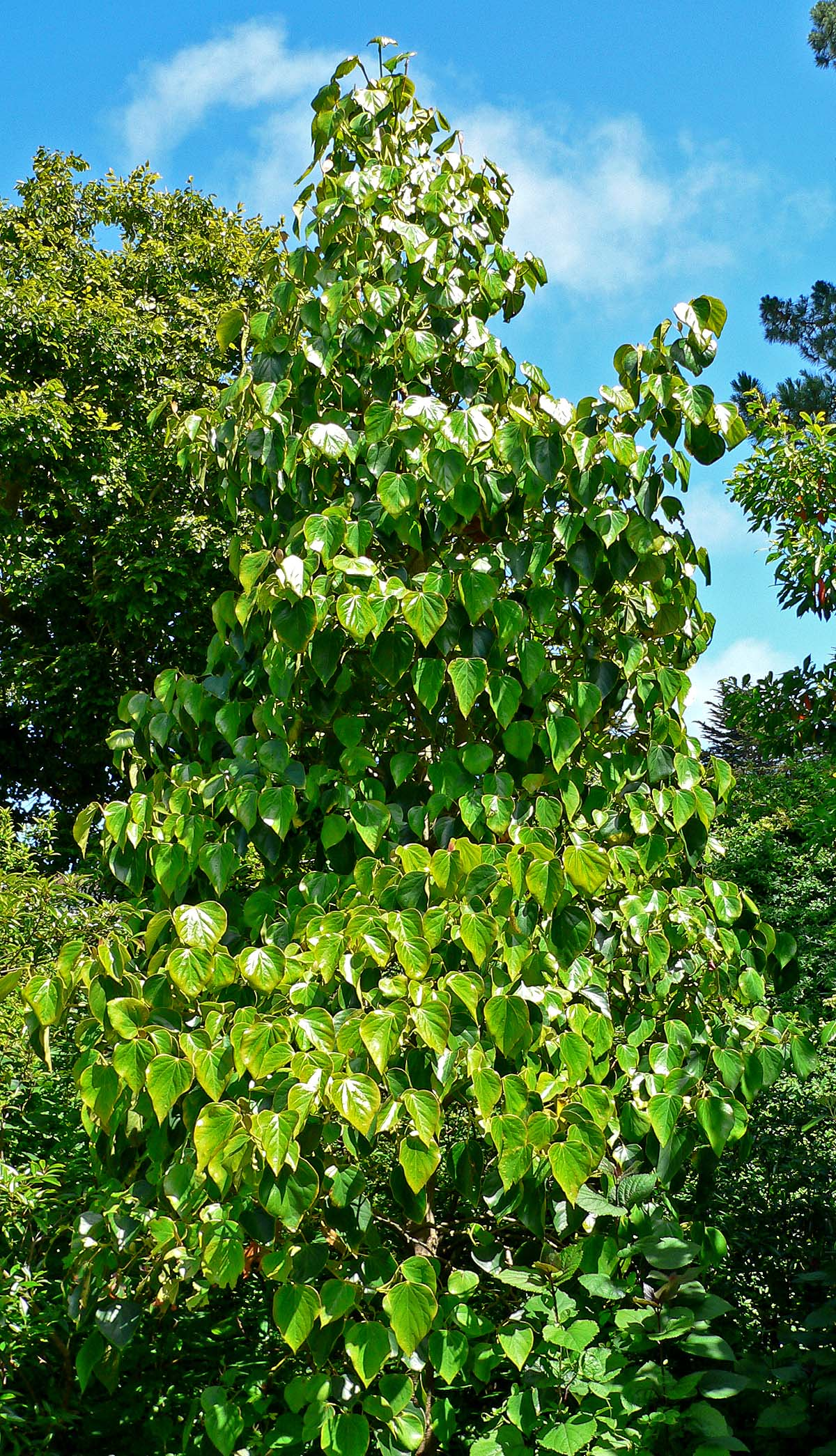
Arbre, Jardin botanique de San Francisco, USA
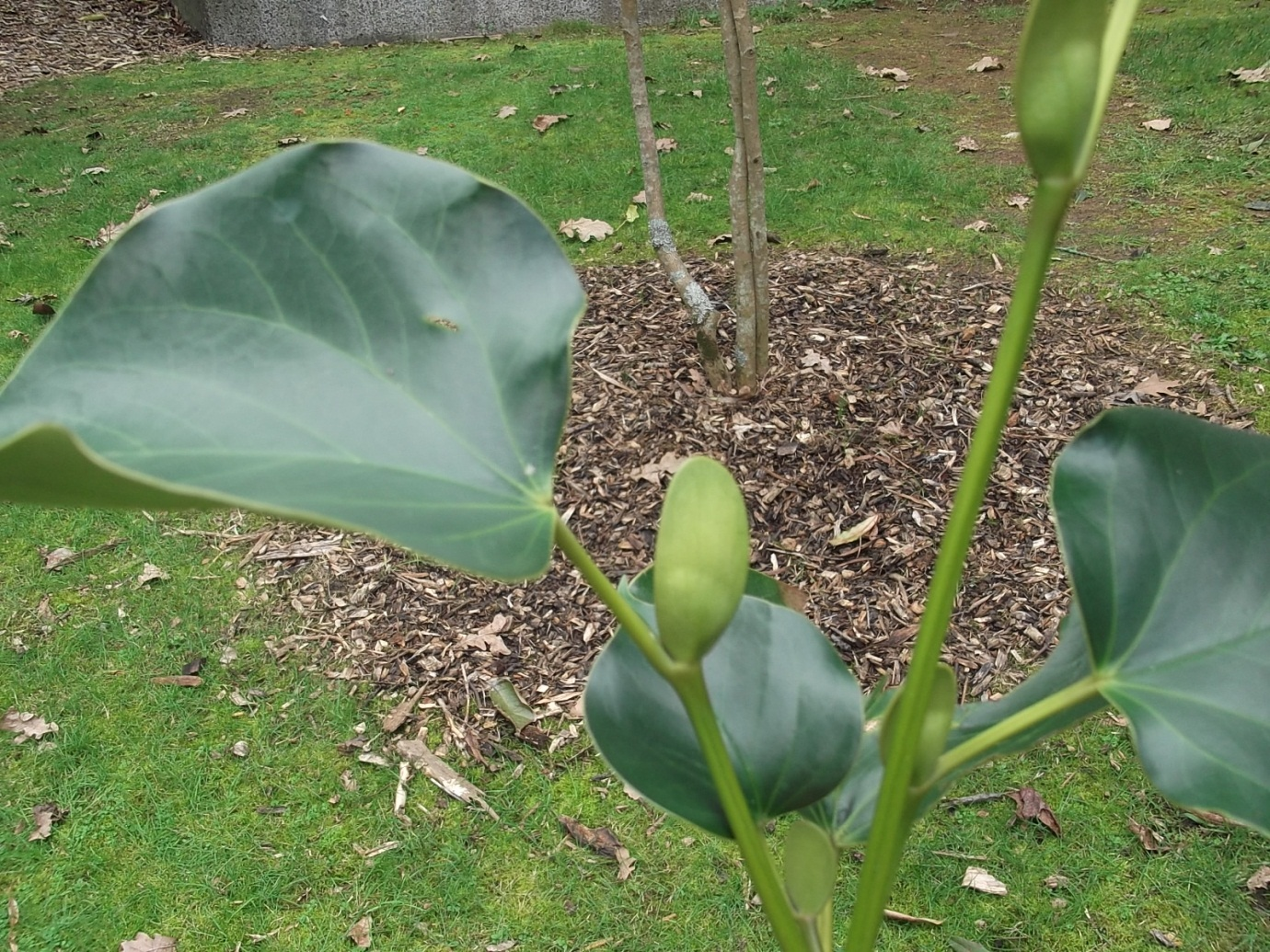
Feuilles, Musée du mémorial de guerre d'Auckland, Nouvelle-Zélande

## Utilisations
Le bois de cet arbre est utilisé pour faire des portes, des fenêtres, des ponts etc.